# Király-tó
Király-tó är en sjö i Ungern.   Den ligger i provinsen Bács-Kiskun, i den centrala delen av landet, 70 km söder om huvudstaden Budapest.